# Нерленс Ноел
Нерленс Ноел (англ. Nerlens Noel, нар. 10 квітня 1994, Молден, Массачусеттс, США) — американський професіональний баскетболіст, центровий і важкий форвард команди НБА «Детройт Пістонс».

## Ігрова кар'єра
На університетському рівні грав за команду Кентакі (2012–2013). 
2013 року був обраний у першому раунді драфту НБА під загальним 6-м номером командою «Нью-Орлінс Пеліканс». Проте професіональну кар'єру розпочав виступами за «Філадельфія Севенті-Сіксерс», куди разом з правами на драфт-пік одразу був обміняний на Джру Голідея та П'єра Джексона. Захищав кольори команди з Філадельфії протягом наступних 4 сезонів. 30 січня 2015 року в переможному матчі проти «Міннесоти», зробив 6 блок-шотів, встановивши свій особистий рекорд за цим показником.
2015 року взяв участь у матчі новачків під час зіркового вікенду. 20 лютого 2015 року в матчі проти «Індіана Пейсерз» набрав 12 очок, 9 підбирань та рекордні для себе 9 блок-шотів.
23 лютого 2017 року був обміняний на Джастіна Андерсона та Ендрю Богута до команди «Даллас Маверікс». 3 березня 2017 року в матчі проти «Мемфіс Гріззліс» набрав 15 очок та рекордні для себе 17 підбирань.
2018 року став гравцем «Оклахома-Сіті Тандер».
25 листопада 2020 року підписав однорічний контракт з «Нью-Йорк Нікс».
11 липня 2022 року разом з Алеком Берксом був обміняний до «Детройта» на Ніколу Радичевича та драфт-пік другого раунду 2025 року.

## Статистика виступів в НБА

### Регулярний сезон
| Сезон             | Команда                       | GP  | GS  | MPG  | FG%  | 3P%  | FT%  | RPG | APG | SPG | BPG | PPG  |
| ----------------- | ----------------------------- | --- | --- | ---- | ---- | ---- | ---- | --- | --- | --- | --- | ---- |
| 2014–15           | «Філадельфія Севенті-Сіксерс» | 75  | 71  | 30.8 | .462 | .000 | .609 | 8.1 | 1.7 | 1.8 | 1.9 | 9.9  |
| 2015–16           | «Філадельфія Севенті-Сіксерс» | 67  | 62  | 29.3 | .521 | .500 | .590 | 8.1 | 1.8 | 1.8 | 1.5 | 11.1 |
| 2016–17           | «Філадельфія Севенті-Сіксерс» | 29  | 7   | 19.4 | .611 | .000 | .683 | 5.0 | 1.0 | 1.4 | .9  | 8.9  |
| 2016–17           | «Даллас Маверікс»             | 22  | 12  | 22.0 | .575 | .000 | .708 | 6.8 | .9  | 1.0 | 1.1 | 8.5  |
| 2017–18           | «Даллас Маверікс»             | 30  | 6   | 15.7 | .524 | .000 | .750 | 5.6 | .7  | 1.0 | .7  | 4.4  |
| 2018–19           | «Оклахома-Сіті Тандер»        | 77  | 2   | 13.7 | .587 | .000 | .684 | 4.2 | .6  | .9  | 1.2 | 4.9  |
| 2019–20           | «Оклахома-Сіті Тандер»        | 61  | 7   | 18.5 | .684 | .333 | .755 | 4.9 | .9  | 1.0 | 1.5 | 7.4  |
| 2020–21           | «Нью-Йорк Нікс»               | 64  | 41  | 24.2 | .614 | .000 | .714 | 6.4 | .7  | 1.1 | 2.2 | 5.1  |
| 2021–22           | «Нью-Йорк Нікс»               | 25  | 11  | 22.5 | .533 | .000 | .700 | 5.6 | .9  | 1.2 | 1.2 | 3.4  |
| Усього за кар'єру | Усього за кар'єру             | 450 | 219 | 22.4 | .549 | .154 | .655 | 6.2 | 1.1 | 1.3 | 1.5 | 7.3  |

### Плей-оф
| Сезон             | Команда                | GP | GS | MPG  | FG%  | 3P%  | FT%  | RPG | APG | SPG | BPG | PPG |
| ----------------- | ---------------------- | -- | -- | ---- | ---- | ---- | ---- | --- | --- | --- | --- | --- |
| 2019              | «Оклахома-Сіті Тандер» | 5  | 0  | 12.0 | .600 | —    | .000 | 3.8 | .0  | .4  | .6  | 4.8 |
| 2020              | «Оклахома-Сіті Тандер» | 7  | 0  | 13.9 | .471 | .000 | .500 | 4.1 | .4  | .3  | .7  | 3.0 |
| 2021              | «Нью-Йорк Нікс»        | 5  | 2  | 18.4 | .500 | —    | .813 | 4.0 | .2  | .8  | .6  | 4.6 |
| Усього за кар'єру | Усього за кар'єру      | 17 | 2  | 14.6 | .532 | .000 | .643 | 4.0 | .2  | .5  | .6  | 4.0 |